# Битва за Цзиньчжоу
Битва за Цзиньчжоу (кит. упр. 锦州之战, пиньинь Jînzhou Zhīzhàn) — один из этапов Ляошэньского сражения во время Гражданской войны в Китае, проводившийся 7-14 октября 1948 года.

## Предпосылки
Цзиньчжоу — это место, где из Маньчжурии выходит основная дорога, ведущая через Шаньхайгуань к Великой Китайской равнине, поэтому этот город имел стратегическое значение. Овладение Цзиньчжоу позволяло коммунистам прорваться в собственно Китай. Мао Цзэдун подчеркнул важность взятия Цзиньчжоу, разослав командующим коммунистическими войсками на Северо-Востоке телеграмму, в которой говорилось, что «ключ к Ляошэньской кампании — это взятие Цзиньчжоу в течение недели».
В сентябре 1948 года шесть колонн и пять отдельных дивизий войск китайских коммунистов было скрытно переброшено в районы западнее Цзиньчжоу, готовясь отрезать город с юга, а войска ещё четырёх колонн и 2-й отдельной дивизии сконцентрировались в районе Чжанъу, готовясь отрезать Цзиньчжоу от Шэньяна.

## Подготовка
17 сентября коммунисты взяли Бэйдайхэ, а 28 — Суйчжун и окружили Синчэн, отрезав Цзиньчжоу от Хулудао. Севернее Цзиньчжоу коммунисты 1 октября взяли Исянь. 
По приказу Чан Кайши 2 октября гоминьдановские войска из северного Китая выступили на выручку Цзиньчжоу. На пути у них в районе железнодорожной станции Ташань встали коммунистические войска 4-й и 11-й колонн с приказом «стоять насмерть». Во время шедшего с 10 по 16 октября сражения они понесли значительные потери, но не пропустили врага.

## Штурм
Сосредоточив 900 артиллерийских орудий, войска китайских коммунистов 14 октября начали штурм Цзиньчжоу; при этом китайские коммунисты впервые в своей истории применили танки. Оборонительная линия не выдержала столь мощного удара, и на следующий день город был взят.